# Association sportive Boufarik
Pour les articles homonymes, voir ASB.
Maillots
Le Association Sportive Boufarik (en arabe : الجمعية الرياضية بوفاريك), plus couramment abrégé en AS Boufarik, est un club algérien de football fondé en 1904 puis disapru en 1962, et situé dans la ville de Boufarik.
Il évoluait au stade Municipal de Boufarik.

## Histoire
L'Association Sportive Boufarik est créée en 1904 dans la ville de Boufarik, par des colons européens qui étaient des amateurs de sport et de football.

## Palmarès
| Compétitions nationales                                                                 |
| --------------------------------------------------------------------------------------- |
| - Ligue d'Alger,: - Division d'honneur : - Champion (5): 1925, 1931, 1933, 1938 et 1942 |

### Classement en championnat d'Alger par année
- 1920-21 : Division d'Honneur, 8e, 38 pts
- 1921-22 : Division Promotion, Promu
- 1922-23 : Division d'Honneur, 8e, Joue les barrages et conserve sa place ;
- 1923-24 : Division d'Honneur, 2e
- 1924-25 : Division d'Honneur, Champion
Battu en demi-finale de la Coupe Steeg par le SCBA alors en pleine gloire.
- 1925-26 : Division d'Honneur, 2e
- 1926-27 : Division d'Honneur Gr. B, 5e Joue les barrages et conserve sa place ;
- 1927-28 : Division d'Honneur, 6e
- 1928-29 : Division d'Honneur, 8e
- 1929-30 : Division d'Honneur, 2e
- 1930-31 : Division d'Honneur, Champion
Pour la Coupe de l’Afrique du Nord, l’ASB est éliminée par l'USM en quart de finale 
Pour la Coupe Steeg, c’est le CDJ qui en demi-finale l’élimine.
- 1931-32 : Division d'Honneur, 4e
- 1932-33 : Division d'Honneur, Champion et déclare forfait dans les Coupes de

l’Afrique du Nord et Steeg ;
- 1933-34 : Division d'Honneur, 6e
- 1934-35 : Division d'Honneur, 4e
- 1935-36 : Division d'Honneur, 2e
- 1936-37 : Division d'Honneur, 3e
- 1937-38 : Division d'Honneur, Champion
Vainqueur de l’USM en Coupe

de l’Afrique du Nord à Casablanca par 4 buts à 3 elle fut battue par l’Olympique Marocain vainqueur de la Coupe à Alger en demi finale par 2 buts à 1.
Vient de se qualifier pour les demi-finales de la Coupe Steeg en allant battre à Tunis la Savoia par 2 buts à 0.
Telle est l’équipe qui rencontrera en demi-finale de la Coupe Steeg la Jeunesse Bonoise Athlétic Club, champion de Constantine.
- 1938-39 : Division d'Honneur, 3e
- 1939-40 : Division d'Honneur Gr. C, 5e
- 1940-41 : Division d'Honneur, 3e
- 1941-42 : Division d'Honneur, Champion
- 1942-43 : Division d'Honneur, 7e
- 1943-44 : Division d'Honneur, 8e
- 1944-45 : Division d'Honneur, 9e
- 1945-46 : Division d'Honneur, 7e
- 1946-47 : Division d'Honneur, 4e
- 1947-48 : Division d'Honneur, 6e
- 1948-49 : Division d'Honneur, 6e
- 1949-50 : Division d'Honneur, 9e
- 1950-51 : Division d'Honneur, 3e
- 1951-52 : Division d'Honneur, 5e
- 1952-53 : Division d'Honneur, 6e
- 1953-54 : Division d'Honneur, 3e
- 1954-55 : Division d'Honneur, 4e
- 1956-56 : Division d'Honneur, 4e

## Personnalités du club

### Présidents du club
- M.Dillensigner
- René Vuillard
- Docteur Bouvier
- M.Portelli
- M.Samoulihan

### Entraîneurs du club
- Milo Siesse
- Schwartz
- Lucien Jasseron

### Anciens joueurs du club
Quelques joueurs qui ont marqué l'histoire de l'AS Boufarik.
- Pierre Chesneau
- Valentin Navarro (joueur de Le Havre Athletic Club)
- Voméro Jean-Pierre
- Reichert Pierre
- Navarro Antoine
- Massip Alexandre
- Saïd Saïb
- Ali Saïb dit Saïd-Saïd
- Ahmed Benelfoul
- Omar Ksentini